# 杰克·布拉汉姆
约翰·阿瑟·“杰克”·布拉汉姆爵士，AO，OBE（英語：Sir John Arthur "Jack" Brabham，1926年4月2日—2014年5月19日），澳大利亚赛车手，三屆一级方程式世界车手冠军。他也是一级方程式布拉汉姆车队的创始人之一。
杰克·布拉汉姆曾是澳大利亚皇家空军的一名机械师，并经营着一个小型工程车间。1948年，他开始参加小型赛车比赛，并在澳大利亚和新西兰的公路赛车比赛中取得了不错的成绩。因此，他前往英国以进一步发展他的赛车事业。在英国，他加入了库珀汽车公司的赛车队，同时负责赛车制造和参加赛车比赛。他为库珀公司引入一级方程式和印第安纳波利斯500赛事的中置发动机赛车的设计做出了贡献，并在1959年和1960年为库珀车队赢得了一级方程式世界冠军。1962年，他与澳大利亚人罗恩·陶拉纳克合作建立了以自己名字命名的布拉汉姆公司，该公司在20世纪60年代成为了世界上最大的客户赛车制造商。在1966年一级方程式赛季中，布拉汉姆成为了迄今唯一一位驾驶自己车队的赛车赢得一级方程式世界冠军的车手。他也是最后一位去世的1950年代的一级方程式世界冠军。
布拉汉姆在1970赛季结束后从一级方程式中退役，回到澳大利亚买下了一座农场并继续经营他的生意。他的产业中包括一家生产赛车发动机的公司和几间车库。